# Мирошникова, Антонина Николаевна

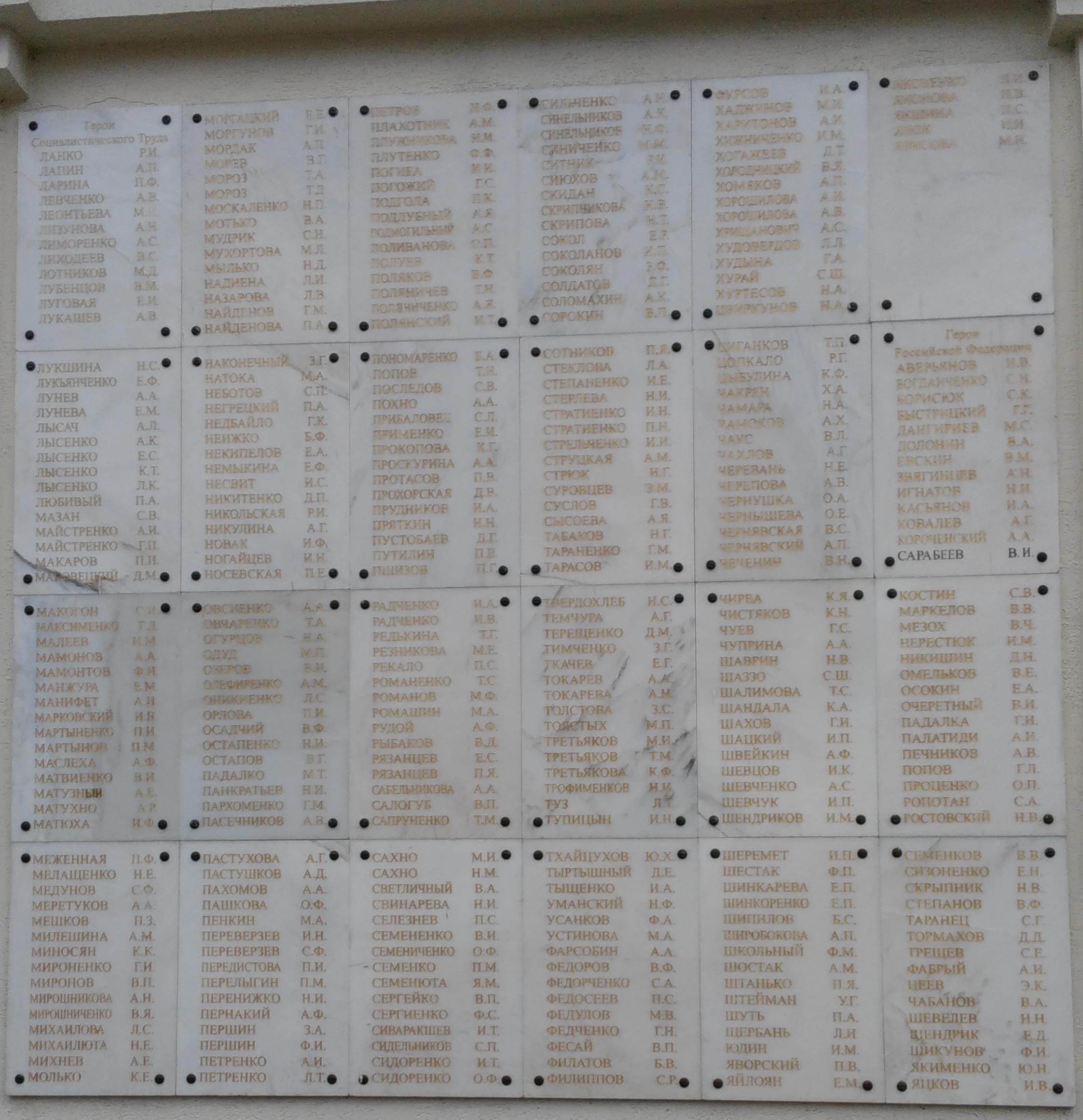
Мемориальная доска с именами Героев Социалистического Труда Кубани и Адыгеи. Краснодар

Антонина Николаевна Мирошникова (2 июня 1922 года — 25 ноября 2005 года) — звеньевая колхоза «Красная звезда» Пластуновского района Краснодарского края. Герой Социалистического Труда (02.06.1950).

## Биография
Родилась 2 июня 1922 года в станице Динской ныне районный центр Краснодарского края в семье крестьянина. Русская.
Отец — участник Первой мировой и Гражданской войн умер 1923 году, и мать одна воспитывала семерых малолетних детей. С созданием в 1929 году местного колхоза 8-летняя Антонина вместе со взрослыми работала на полевых работах: полола, собирала злаковые колоски.
После окончания 4 классов сельской школы в 1938 году вступила в колхоз, а на следующий год вышла замуж и переехала в станицу Пластуновскую, продолжила работать в полеводческой бригаде местного колхоза «Красная звезда».
С началом Великой Отечественной войны окончила курсы трактористов и работала на колёсном тракторе СТЗ.
После окончания войны перешла в полеводческую бригаду и вскоре возглавила звено из 15 человек по выращиванию пшеницы, кукурузы, свеклы и подсолнечника.
По итогам работы в 1949 году звеном А. Н. Мирошниковой получен урожай подсолнечника 27 центнеров с гектара на площади 10 гектаров.
Указом Президиума Верховного Совета СССР от 2 июня 1950 года за получение высоких урожаев пшеницы и подсолнечника в 1949 году Мирошниковой Антонине Николаевне присвоено звание Героя Социалистического Труда с вручением ордена Ленина и золотой медали «Серп и Молот».
Проживала в станице Пластуновская ныне Динского района. Последнее время жила в станице Динская. Умерла 25 ноября 2005 года.

## Награды
- Медаль «Серп и Молот» (02.06.1950);
- Орден Ленина (02.06.1950).
- Медаль «В ознаменование 100-летия со дня рождения Владимира Ильича Ленина» (6 апреля 1970)
- Медаль «За доблестный труд в Великой Отечественной войне 1941—1945 гг.»
- и другими
- Отмечена грамотами и дипломами.

## Память
- Имя Героя золотыми буквами вписано на мемориальной доске в Краснодаре.